# Église Saint-Jean-Baptiste de Saint-Jean-de-Losne
L'église Saint-Jean-Baptiste de Saint-Jean-de-Losne est une église du XVe siècle de style gothique et renaissance recouverte de tuiles vernissées de Bourgogne de Saint-Jean-de-Losne en Côte-d'Or en Bourgogne-Franche-Comté. Elle est consacrée à Saint-Jean-Baptiste et classée aux monuments historiques depuis le 8 avril 1921.

## Historique
L'existence d'une première église est connue par un document de 1095. En 1102, son patronage est conféré à l'abbaye Saint-Benigne de Dijon.
L'église Saint-Jean-Baptiste est construite en pierre calcaire et en brique à la place d’une église ancienne partiellement ruinée lors du grand incendie de 1362.
On a longtemps pensé qu'elle mêlait deux styles d'architecture : le style gothique flamboyant du XVe siècle pour le chœur (qui est étonnamment orienté en direction de l'Ouest contrairement à l'orientation traditionnelle qui est en direction de l'Est) et le transept et le style Renaissance du XVIe siècle pour la nef et le portail.
Des études récentes attribuent aujourd'hui l'ensemble de la construction au XVIe siècle, en plusieurs chantiers rapprochés. Une première phase du chantier du chœur aurait eu lieu vers 1509-1524, et serait achevé en 1534, date d'un contrat pour la continuation des travaux pour les transepts et la nef avec le maçon Jehan Beringuet. La construction du chœur s'inscrit dans la tradition flamboyante, ce qui explique que certains l'aient daté du siècle précédent. La phase de 1534 adopte quant à elle les nouveautés architecturales inspirées d'Italie, qui tranchent fortement avec les travaux à peine achevés. Dans les années suivantes la Fabrique met en œuvre des adjonctions au plan initial. En 1554 le chantier est repris pour voûter l'ensemble, mais le portail est abandonné. Ces successions de chantiers expliquent des maladresses dans les jonctions.
Quelques modifications suivront au XVIIIe siècle (modification de la façade et installation de l'orgue en 1769) et XIXe siècle (réparation des contreforts des transepts) puis des restaurations à la fin du XIXe et début du XXe siècle.
La toiture est couverte de tuiles vernissées polychromes dans la plus pure tradition bourguignonne.

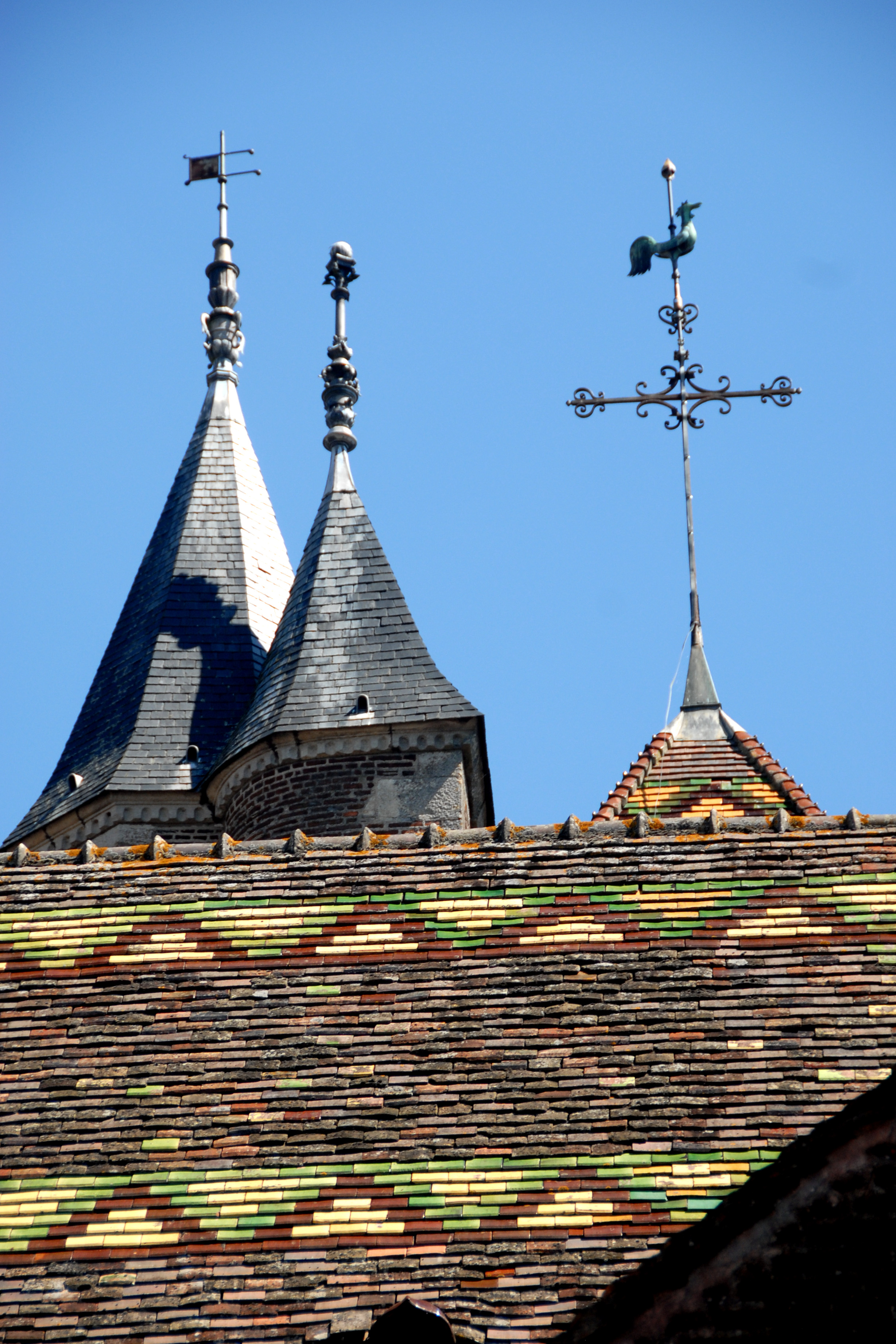
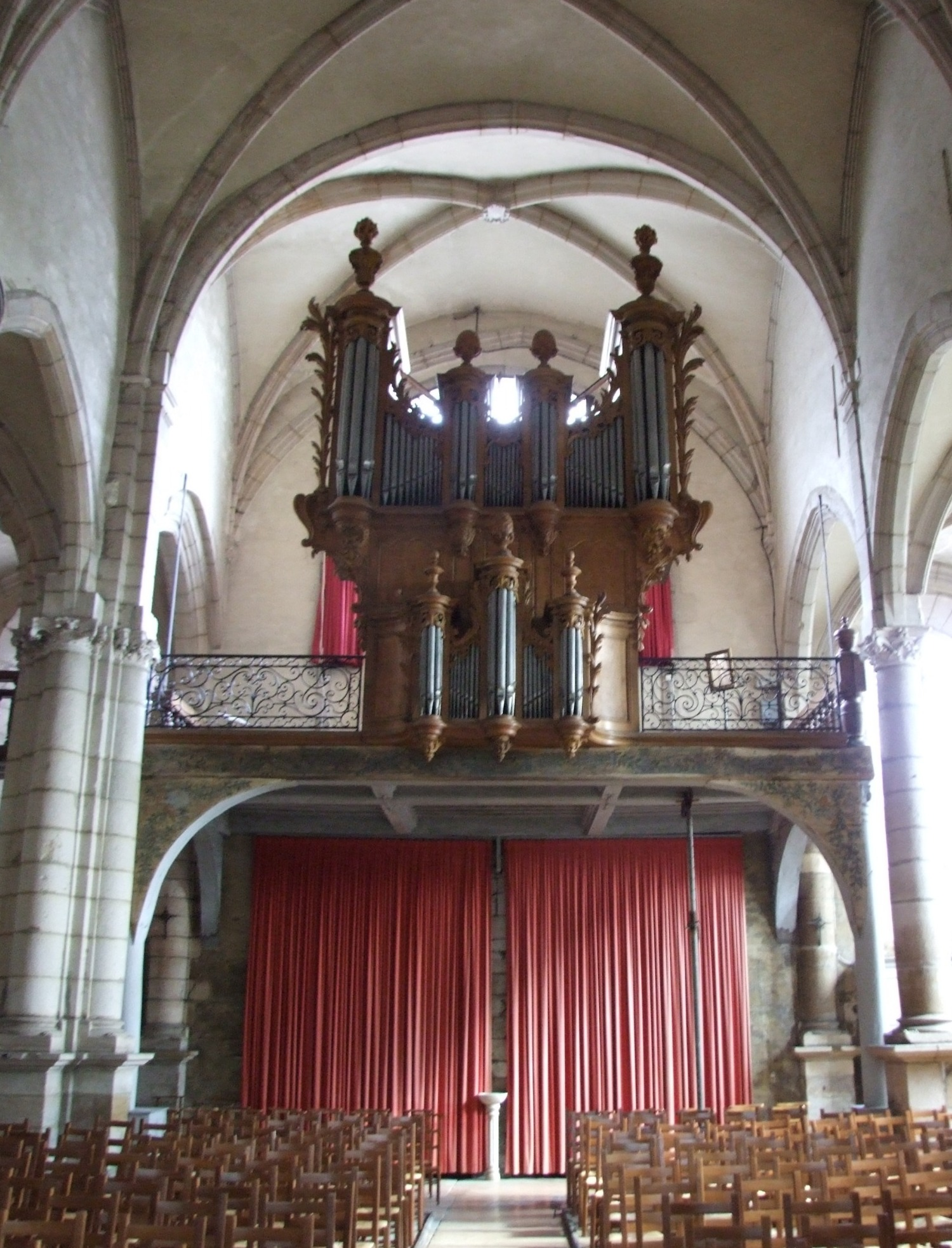

L'orgue de 1768 et la chaire à prêcher en pierre rouge de Sampans de 1604 sont classés aux monuments historiques.
Un bateau ex-voto dédié à Saint Nicolas (saint patron des bateliers) suspendu dans le transept depuis 1826 rappelle la tradition fluviale de Saint-Jean-de Losne (carrefour historique de transport fluvial entre la Saône, le canal de Bourgogne et le canal du Rhône au Rhin).

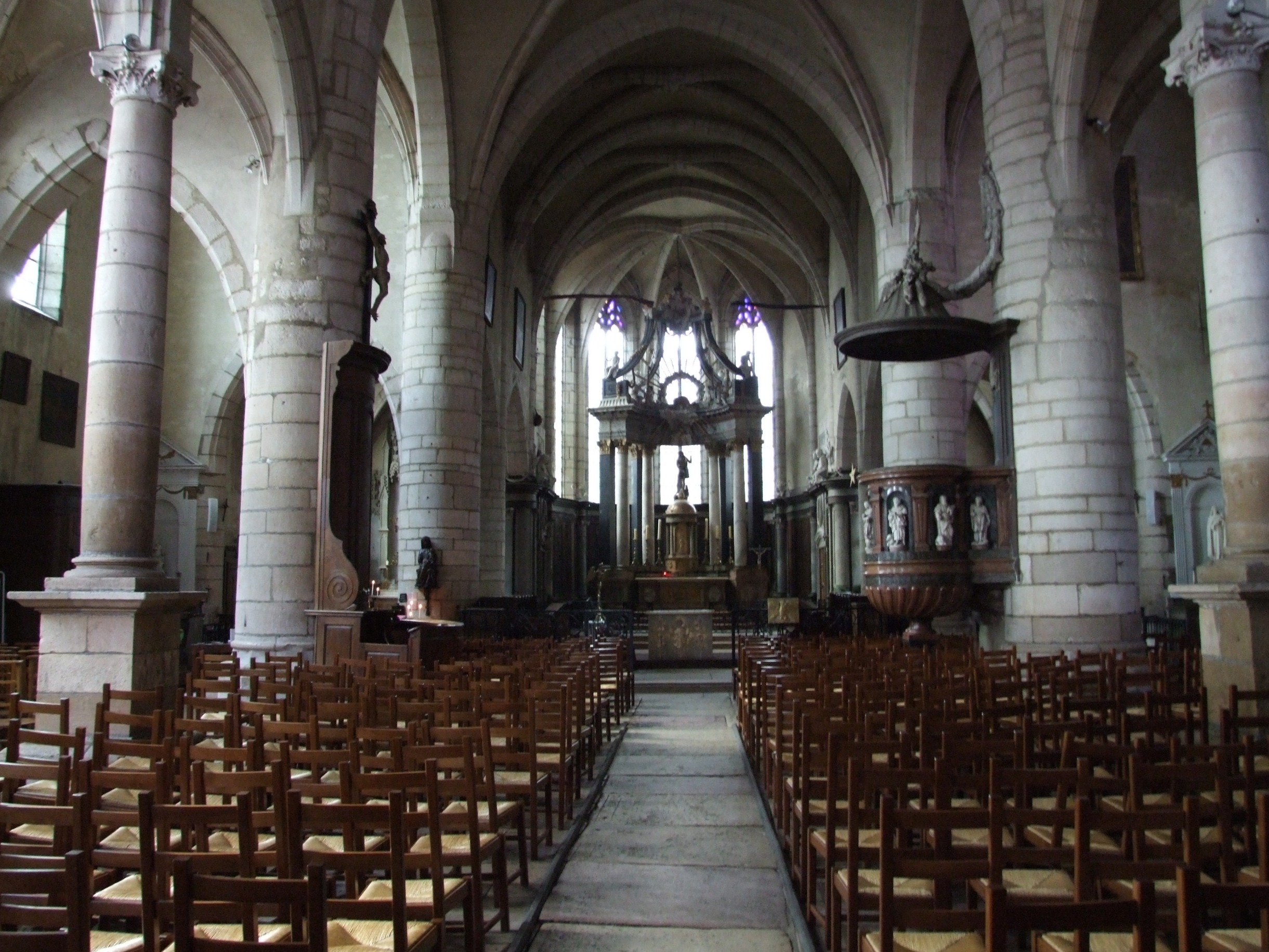
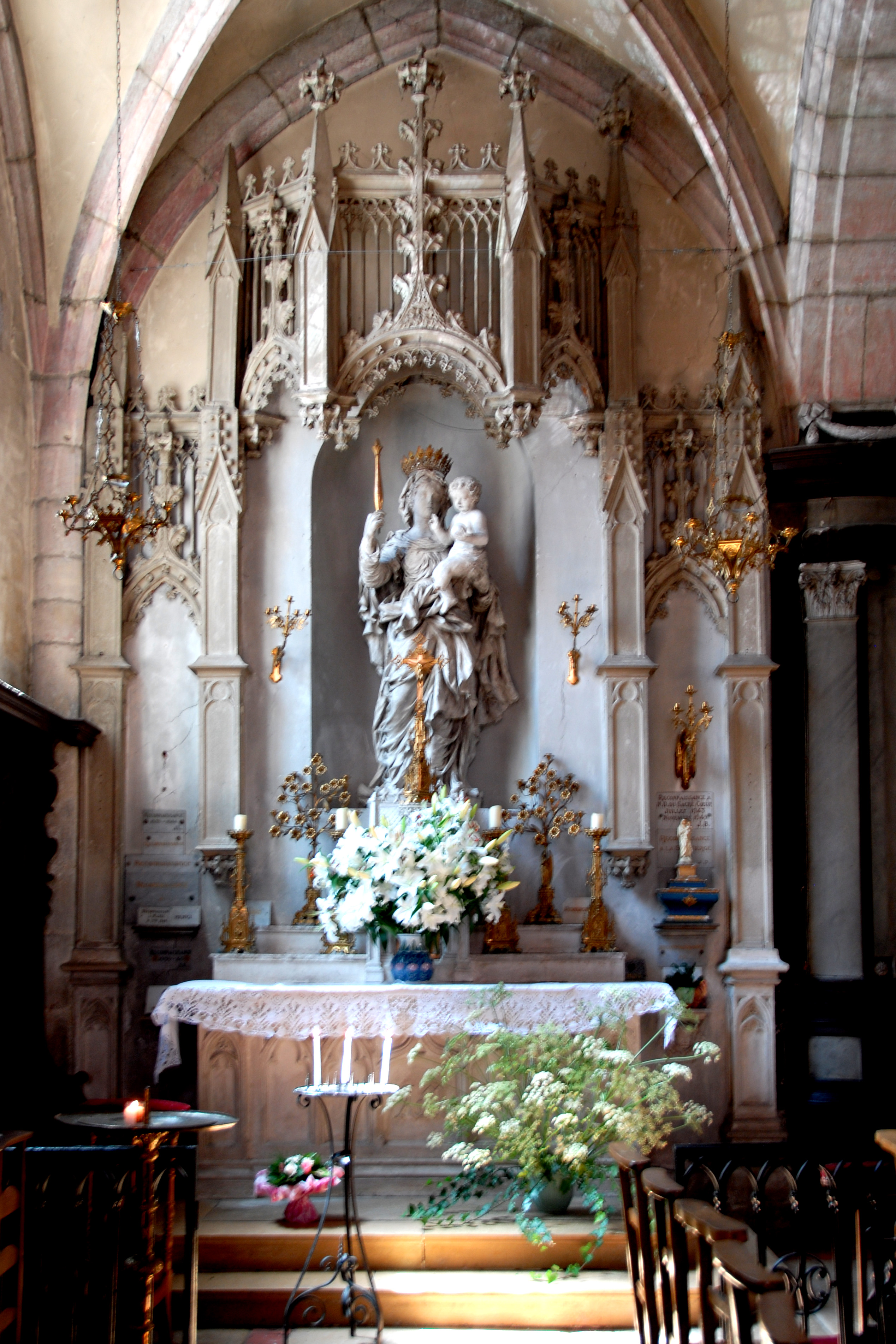
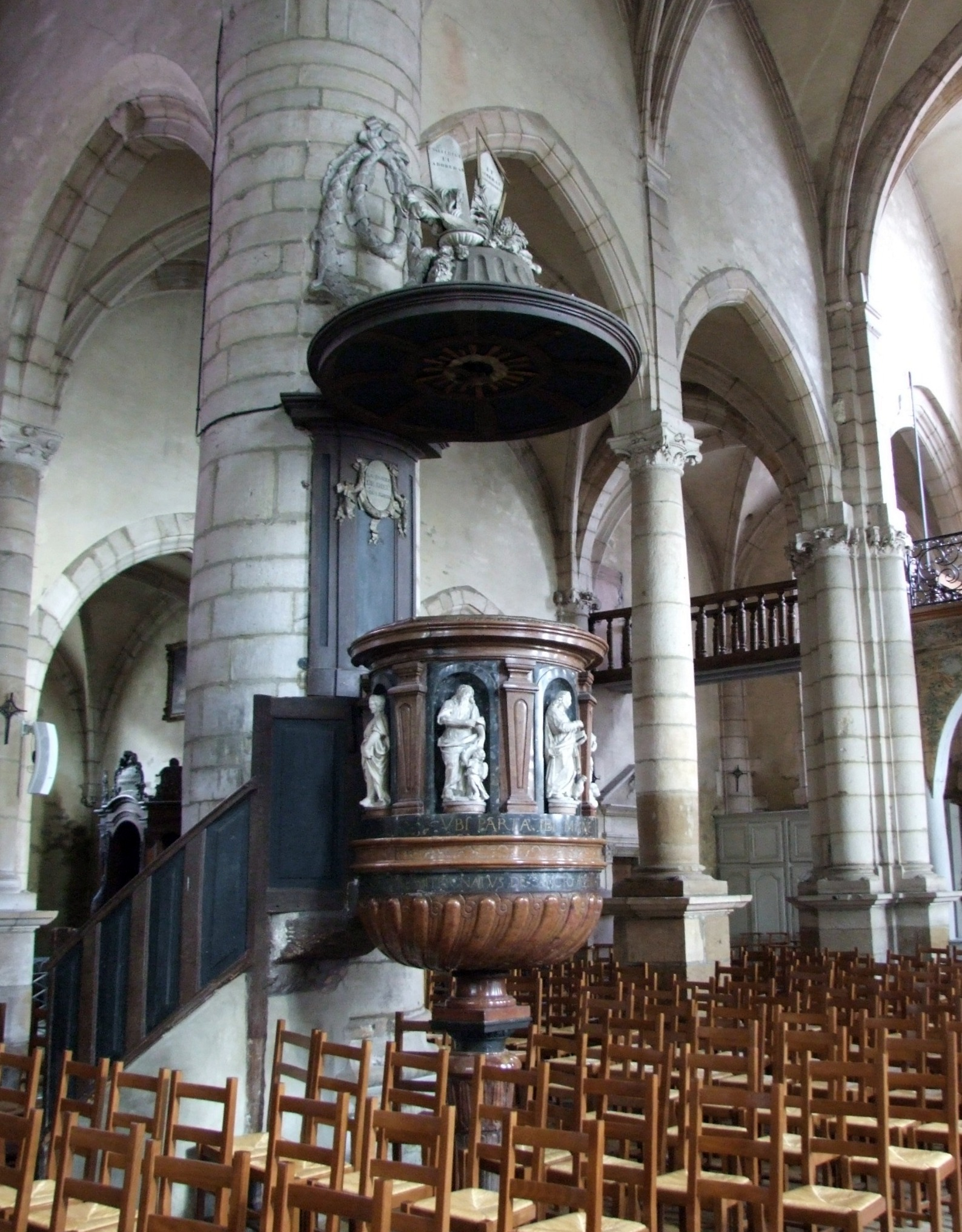
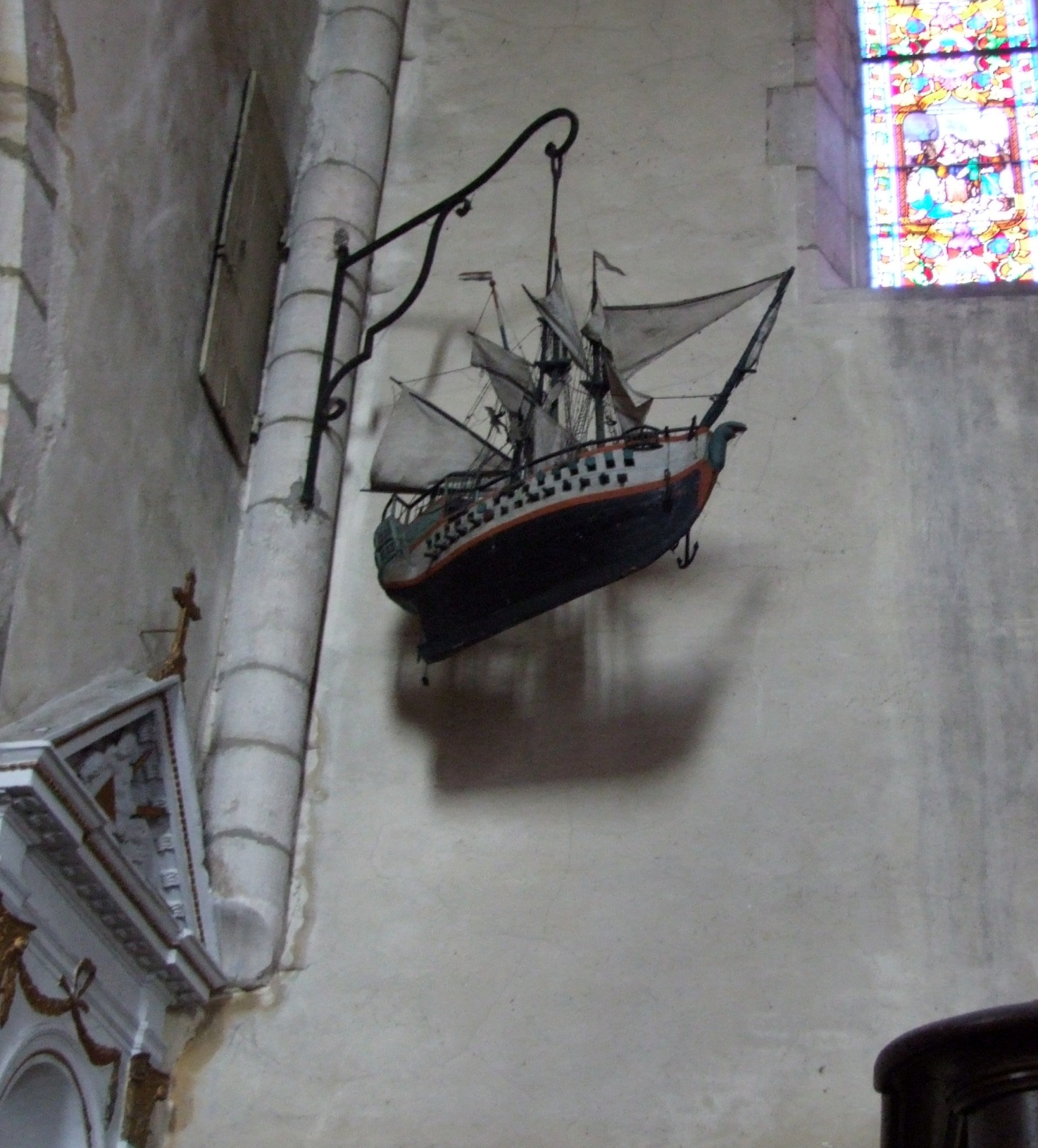